# Бромлей, Надежда Николаевна
Надежда Николаевна Бромлей (в первом браке Вильборг, во втором — Сушкевич; 17 (29) апреля 1884, Москва — 25 мая 1966, Ленинград) — российская и советская театральная актриса, режиссёр, драматург, писательница, поэтесса. Заслуженная артистка РСФСР (1932)

## Биография
Надежда Бромлей родилась в Москве в богатой семье промышленника из обрусевших англичан Николая (Карла) Эдуардовича Бромлея.
Окончила четвёртую московскую гимназию и музыкально-драматическое училище при Московском филармоническом обществе. В 1908 году была принята в труппу Московского художественного театра, где служила до 1922 года; одновременно с 1918 года выступала на сцене 1-й Студии МХАТа и с 1924 года была актрисой созданного на основе студии МХАТа 2-го. В 1933—1941 годах — актриса и режиссёр Ленинградского театра драмы им. А. С. Пушкина, 1944—1956 годах — режиссёр Нового театра (с 1953 года — Театр им. Ленсовета).
Вторым мужем Надежды Бромлей был советский режиссёр Б. М. Сушкевич.
Умерла в Ленинграде 25 мая 1966 года. Похоронена на Большеохтинском кладбище.

## Творчество
Надежда Бромлей активно участвовала в литературных движениях, сотрудничала с группой «Центрифуга». В 1911 году выпустила книгу «Пафос» (в духе идей и тем раннего футуризма).
Выступая с 1918 года на сцене 1-й студии МХТ, сыграла русалку Гоплана в «Балладине» Ю. Словацкого, мать Эрика в «Эрике XIV» А. Стриндберга (1921), шута в «Короле Лире» Шекспира (1923), Мякишеву в «Расточителе» Н. Лескова (1924) и др. Совместно с Л. И. Дейкун поставила в студии «Дочь Йорио» Г. Д’Аннунцио (1919).
В 1920-х годах писала фантастические рассказы, включённые затем в сборники «Исповедь неразумных» (1927) и «Потомок Гаргантюа» (1930). В этих рассказах причудливо сочетаются фантастика — кентавры, пришельцы — и быт.
В 1922 её трагифрас «Архангел Михаил» начал репетировать Е. Б. Вахтангов, но на публике спектакль показан не был. В 1925 году Б. М. Сушкевичем была поставлена на сцене МХАТа 2-го её пьеса «Король Квадратной республики» (1925). Этот спектакль, где речь шла о революции в некоей фантастической стране, не получил ни официального, ни зрительского признания и вскоре был снят с репертуара. Входила в режиссёрское управление МХАТа 2-го. После ухода оттуда в 1933 году уехала в Ленинград.
В Академическом театре драмы им. Пушкина поставила свою пьесу «Дуэль» (по одноимённому рассказу А. П. Чехова, 1934), а также спектакли «Пётр I» по роману А. Н. Толстого (1935), где сыграла Екатерину I, «Зыковы» по пьесе М. Горького (1940) и др. С 1938 года ставила спектакли и в Новом театре.
Тяготела к произведениям авторов-романтиков, создавая яркие и красочные спектакли: «Мера за меру» Шекспира (1937), «Мария Стюарт» (1938), «Заговор Фиеско» (1939) и «Дон Карлос» Шиллера (1950) — две последние в своем переводе, «Измена» А. И. Сумбатова (1946), «Нора» Г. Ибсена (1949), «Маскарад» М. Ю. Лермонтова (1952).

## Публикации

### Отдельные издания
- Пафос: Композиции; Пейзажи; Лица / Худ. В. Фаворский. — М.: Т-во тип. А. И. Мамонтова, 1911. — 144 с.
- Исповедь неразумных: Рассказы / Оформление папки худ. I. R. — М.: Артель писателей «Круг», 1927. — 276 с. — (Новости русской литературы). 5 000 экз.
- Потомок Гаргантюа: Рассказы / Оформление папки худ. В. Фаворского. — М.: Федерация, 1930. — 288 с. 4 000 экз.

### Публицистика
- Автобиография // Актёры и режиссёры. — М.: Театральная Москва, 1928.
- Актёр и режиссёр // Искусство и жизнь, 1939, № 11-12.
- Романтика и современность // Искусство и жизнь, 1940, № 8.
- Путь искателя // Евг. Вахтангов. Материалы и статьи. — М., 1959.